# Slobodna baza (kokain)
Slobodna baza, agresivna vrsta psihoaktivne droge kokaina.
Grumenasta je smjesa kristalne strukture, oblika paste ili praha, sivo-bijele boje. Kokain u njoj je od 50 do 90%, a uličnoj prodaji dodaju se primjese, pa je postotak čistoće malen. Konzumenti ju konzumiraju pušenjem mješavine s duhanom u cigaretama ili u lulama. Radi pripreme za pušenje zahtijeva složeniji postupak i vrlo stručnu pripremu. Učinci su slični onom koji daje u krvotok ubrizgan kokain hidroklorid. Slobodna baza za konverziju iz kokaina treba neka hlapljiva otapala. Priprema zahtijeva stručnost i ako zaostane otapalo poput etera, korisnik droge može ostati opasno opržena lica, što se dogodilo Richardu Pryoru. Zbog veće jednostavnosti u pripremi i sigurnosti pri konzumaciji (ali daleko opasniji po zdravlje) potisnuo ga je intenzivniji crack. Postiže iste štetne učinke na korisnika (fizičko i psihičko propadanje) kao kokain ali u većoj mjeri.